# 첫사랑 팥빙수: 초련 홍두빙
《첫사랑 팥빙수》(원제:중국어: 初戀紅豆冰, 공식 영문명 : Ice Kacang Puppy Love)는 2010년에 제작된 말레이시아의 영화이다.

## 캐스트
- 리신지에 : 베타 역
- 아우 : 보탁 역
- 양정여 : 마리빙 역
- 조격 : 마링판 역
- 품관 : 백마왕자 역